# UR Play
UR Play är Utbildningsradions (UR) digitala plattform för att tillgängliggöra utbildningsprogram och folkbildande innehåll. Tjänsten erbjuder strömmat video- och audioinnehåll och riktar sig till pedagoger, elever och allmänheten. UR Play är en del av UR:s public service-uppdrag och har utvecklats successivt sedan av 2011. Plattformen används särskilt inom skolor, där lärare och elever ser program som en del av undervisningen.
Inom utbudet för utbildningssektorn producerar UR löpande program inom ämnen som svenska, matematik, NO, SO, moderna språk med flera. Många av programmen är anpassade till skolans kursplaner och används som pedagogiskt stöd i undervisningen. Det folkbildande utbudet innehåller program inom ämnen som vetenskap, desinformation och källtillit, samhällsfrågor och dokumentärer mm. Exempel på aktuella populära serier inkluderar Djuren på Djuris, Doktor Samuel, Lilla Aktuellt skola, Livet i bokstavslandet, Studio 65 och Hjärta och hjärna.
UR Play är tillgängligt via webben och som app för iOS och Android. Plattformen har stöd för undertext, uppläst undertext, syntolkning och teckenspråkstolkade program för att säkerställa hög tillgänglighet.